# 矛状左鲆
矛状左鲆（学名：Laeops lanceolata）为鲆科左鲆属的鱼类，俗名网纹左鲆。分布于日本南部以及中国广东西部到台湾、浙江等海区，属于暖温带底层海鱼。该物种的模式产地在日本。